# 恋のメガラバ/包丁・ハサミ・カッター・ナイフ・ドス・キリ
『恋のメガラバ / 包丁・ハサミ・カッター・ナイフ・ドス・キリ』は、コロナナモレモモのデビューシングル。2019年9月25日にワーナーミュージック・ジャパンより発売された。販売価格は\3343（"笹島ササ"価格）。

## 概要
マキシマム ザ ホルモン（以下、ホルモンおよび本店）によるロックバンドのフランチャイズ企画から結成されたバンドのデビューシングル。CDには、表題曲である「恋のメガラバ」と「包丁・ハサミ・カッター・ナイフ・ドス・キリ」に加え、ホルモン（本店）の作品『これからの麺カタコッテリの話をしよう』CDに収録されている二曲のアレンジがBONUSトッピングTrackとして収録。
DVDにはホルモン（本店）の楽曲「ハングリー・プライド」のミュージック・ビデオや本2号店のオーディションを記録したドキュメンタリー番組『ガチンコ ザ ホルモン（完全版）』などを収録。

## 収録曲
- 全作詞・作曲：マキシマムザ亮君

### Disc1 (CD)
1. 恋のメガラバ
初出「恋のメガラバ」
TBS系テレビ『王様のブランチ』2019年10月度エンディングテーマ[3][4][5]。
2. 包丁・ハサミ・カッター・ナイフ・ドス・キリ
初出「包丁・ハサミ・カッター・ナイフ・ドス・キリ/霊霊霊霊霊霊霊霊魔魔魔魔魔魔魔魔」
3. G’old~en~Guy [D×D remix] feat.Misaki
初出『これからの麺カタコッテリの話をしよう』
BONUSトッピングTrack。メンバーのDJ DANGER×DEERによるリミックスで、SpecialThanksのMisakiをフィーチャーしている。
4. 拝啓VAP殿  [GONGONめちゃくちゃ語フルver.]
初出『これからの麺カタコッテリの話をしよう』
BONUSトッピングTrack。元B-DASHのGONGONが歌唱している。

### Disc2 (DVD)
1. ガチンコ ザ ホルモン（完全版）#0～11
YouTubeに公開されている番組のノーカット版。本店メンバーと2号店メンバーによる視聴会コメント映像も含まれる。

### Disc3 (DVD)
1. ガチンコ ザ ホルモン（完全版）#12～15
Disc2に引き続きYouTubeに公開されている番組のノーカット版。本店メンバーと2号店メンバーによる視聴会コメント映像、スピンオフドラマ・ガチンコ ザ ホルモン #14.5が含まれる。
2. 未公開ミニCM集
YouTube上で公開されなかったカップヌードルのCM集。
3. 「ハングリー・プライド」Music Video
マキシマム ザ ホルモン（本店）のミュージックビデオ。フルバージョンの公開はこの作品が初。